# Allen Ong
Allen Ong Hou Ming (ur. 2 listopada 1979 w Ipoh) – malezyjski pływak, uczestnik igrzysk olimpijskich w Sydney i Atenach.

## Przebieg kariery
W 2000 roku wziął udział w letnich igrzyskach olimpijskich. Startował tam w trzech konkurencjach: na dystansie 100 m st. dowolnym zajął 40. pozycję z wynikiem 0:51,93 (odpadł w eliminacjach), na dystansie 200 m st. dowolnym zajął 37. pozycję z rezultatem 1:54,53 (również odpadł w eliminacjach), natomiast w sztafecie 4x100 m stylem zmiennym zajął 22. pozycję z rezultatem 3:48,32.
W 2002 wystartował w rozgrywanych w Pusan igrzyskach azjatyckich. W konkurencji 50 m st. dowolnym zajął 8. pozycję, w konkurencji 100 m tym samym stylem zajął 9. pozycję, natomiast w sztafecie 4x100 m stylem zmiennym zajął 4. pozycję. W 2003 debiutował w mistrzostwach świata, w konkurencjach 50 m i 100 m st. dowolnym zajął odpowiednio 61. i 66. pozycję.
W 2004 roku po raz drugi reprezentował Malezję na letnich igrzyskach olimpijskich. W konkurencji 50 m stylem dowolnym znalazł się na 46. pozycji z rezultatem 0:23,52. W konkurencji 100 m tym samym stylem uzyskał wynik 0:52,04 i uplasował się ostatecznie na 50. pozycji.

## Rekordy życiowe
| Konkurencja           | Data                | Miejsce    | Rezultat   |
| Basen 50 m            | Basen 50 m          | Basen 50 m | Basen 50 m |
| --------------------- | ------------------- | ---------- | ---------- |
| 50 m stylem dowolnym  | 19 sierpnia 2004    | Ateny      | 0:23,52    |
| 100 m stylem dowolnym | 3 października 2002 | Pusan      | 0:51,74    |
| 200 m stylem dowolnym | 17 września 2000    | Sydney     | 1:54,53    |

Źródło: 